# Csennai nemzetközi repülőtér
A Csennai nemzetközi repülőtér (IATA: MAA, ICAO: VOMM) India egyik nemzetközi repülőtere, amely Csennai közelében található. Éves utasforgalma 980 290 fő . Utasforgalma alapján 2018-ban Ázsia 49. legforgalmasabb repülőtere volt.

## Futópályák
A repülőtér futópályái:
- 07/25 (3658 m, 45 m, aszfalt)
- 12/30 (2045 m, 45 m, aszfalt)

## Forgalom
Az utasforgalom az elmúlt években az alábbi módon változott:
| Utasok száma | 11 699 894 | 12 770 884 | 12 768 371 | 14 782 201 | 17 733 375 | 19 599 438 | 22 486 698 | 7 906 765 | 9 060 054 | 16 536 986 |
|              | 2010       | 2011       | 2012       | 2015       | 2016       | 2017       | 2018       | 2020      | 2021      | 2022       |